# Пінделл (Арканзас)
Пінделл (англ. Pindall) — місто (англ. town) в США, в окрузі Серсі штату Арканзас. Населення — 95 осіб (2020).

## Географія
Пінделл розташований за координатами 36°3′50″ пн. ш. 92°51′43″ зх. д. / 36.06389° пн. ш. 92.86194° зх. д. (36.063810, -92.861850).  За даними Бюро перепису населення США в 2010 році місто мало площу 7,27 км², уся площа — суходіл.

## Демографія
Згідно з переписом 2010 року, у місті мешкало 112 осіб у 45 домогосподарствах у складі 29 родин. Густота населення становила 15 осіб/км².  Було 60 помешкань (8/км²). 
Расовий склад населення:
| - 99,1 % — білих |

До двох чи більше рас належало 0,9 %. Іспаномовні складали 0,0 % від усіх жителів.
За віковим діапазоном населення розподілялося таким чином: 26,8 % — особи молодші 18 років, 56,2 % — особи у віці 18—64 років, 17,0 % — особи у віці 65 років та старші. Медіана віку мешканця становила 44,5 року. На 100 осіб жіночої статі у місті припадало 89,8 чоловіків;  на 100 жінок у віці від 18 років та старших — 82,2 чоловіків також старших 18 років.
Середній дохід на одне домашнє господарство  становив 37 775 доларів США (медіана — 25 000), а середній дохід на одну сім'ю — 39 422 долари (медіана — 28 438). За межею бідності перебувало 28,6 % осіб, у тому числі 45,5 % дітей у віці до 18 років та 2,0 % осіб у віці 65 років та старших.
Цивільне працевлаштоване населення становило 42 особи. Основні галузі зайнятості: роздрібна торгівля — 35,7 %, виробництво — 21,4 %, транспорт — 11,9 %, публічна адміністрація — 9,5 %.